# Серу Рабени
Серу Рабени (енгл. Seru Rabeni; 27. децембар 1978 — 15. март 2015) бивши је фиџијски рагбиста. Његова примарна позиција је била центар, а секундарна крило. Због бруталних обарања, по којима је био приметан на терену, добио је надимак "Рамбо". За рагби 7 репрезентацију Фиџија је дебитовао у Дубаиjу 1998. Играо је за млађе селекције Фиџија, а за сениорску репрезентацију Фиџија је дебитовао 2000, против Јапана. Студирао је на јужном острву Новог Зеланда и играо за Отаго у првој лиги Новог Зеланда. Постигао је 3 есеја за Хајлендерсе у 15 утакмица у најјачој лиги на свету. Потписао је за најтрофејнији енглески рагби клуб Лестер 2004. За Тајгерсе је постигао 18 есеја у 63 утакмице. Био је део селекције Фиџија на два светска купа (2003, 2007). Каријеру је окончао у француском друголигашу Монт-да-Марсану.